# Антабога
Антабога (инд. Antaboga) je змија света у традиционалној преисламској Јаванској митологији (пре Демачког султаната). Настао је од хиндуистичког Ананта Шеше комбинованог са јаванским анимизмом. После пада краљевства Маџапахит и успона ислама на Јави, средиште хиндуизма померило се на Бали. Данас се многи од старих митова и легенди прослављају у вајанг представама које су постала средство за комбиновање спољњих синкретистичких филозофија са филозофијама и идејама које су већ укорењене у локалним културама и традицијама.
У почетку времена, постојао је само Антабога. Антабога је медитирао и створио корњачу света Бедванг од које су настала сва друга створења. Према сунданежанском миту, Антабога је такође проузроковао рођење Деви Сри, богиње пиринча на Јави и Балију. Према Вавачан Суланџани, Деви Сри настаје из јајета створеног од Антабогиних суза.

## Етимологија
Име Антабога изведено је од санскртског израза ананта (бескрај) и бога (храна, поседовање, богатство). Према томе, Антабога се може превести као "бескрајна храна" или "бескрајно богатство".